# Adelina Agostinelli
Adelina Agostinelli (Bèrgam, Regne d'Itàlia, 1882 - Buenos Aires, Argentina, 1954) va ser una cantant soprano i docent italiana.
Es va destacar a diverses ciutats europees, nord-americanes i principalment a Buenos Aires, on es va instal·lar després de 1911. Va terminar la seva carrera profesional al 1928. Al llarg de la seva carrera, va interpretar i va protagonitzar òperes compostes per Giuseppe Verdi i Giacomo Puccini, entre altres artistes destacats.

## Trajectòria

### A Europa i el món
Nascuda a Bèrgam en 1882, Adelina Agostinelli va estudiar a Milà al costat de Giuseppe Quiroli, amb qui després va contreure matrimoni. Va començar la seva carrera artística en 1903, en el Teatre Fraschini de la ciutat de Pavia, interpretant a Fedora en l'obra homònima d'Umberto Giordano; en aquest mateix any va intervenir en l'òpera Tosca, de Giacomo Puccini. El 1904 es va presentar en el Teatre de La Scala de Milà en l'òpera Simon Boccanegra de Giuseppe Verdi, compartint el repartiment amb Mattia Battistini. En els anys següents es va destacar en nombrosos teatres de Sud-amèrica, Rússia, Espanya, Anglaterra, Itàlia i en altres països d'Europa. Entre 1908 i 1910 va pertànyer a la llista de la Metropolitan Opera House de Nova York; de fet, una ressenya d'un diari novaiorquès ens recorda que després de la seva interpretació de "Suïcidi", en La Gioconda de Amilcare Ponchielli, va rebre aplaudiments que van durar entre tres i quatre minuts. Cap al 1911, va interpretar per primera vegada per la Scala el paper de "la Mariscala", protagonista de l'òpera El cavaller de la rosa (de l'alemany, Der Rosenkavalier), composta per Richard Strauss.

### A Argentina
Va actuar per primera vegada a l'Argentina el 1908, en el Teatre Politeama, participant de l'obra Manon Lescaut de Puccini; a l'any següent va integrar el repartiment del Teatre Colón, en el qual va actuar durant diverses temporades. En la temporada de 1910, Agostinelli va participar de Mefistofele (de Arrigo Boito), La Bohème (de Giacomo Puccini), Il Battista (de Giacondo Fi) i Pagliacci (de Ruggero Leoncavallo). En la de 1911, va protagonitzar Thaïs (de Jules Massenet), Mefistofele (de Arrigo Boito), Don Carlo (de Giuseppe Verdi) i La Fanciulla del West (de Giacomo Puccini); va tornar a protagonitzar aquesta última obra l'agost d'aquell any, novament en el paper de Minnie, en el Teatre Solís de Montevideo, a Uruguai, compartint el protagonisme amb Edoardo Ferrari-Fontana i Titta Ruffo. Posteriorment, en la temporada de 1916, va participar en les òperes Borís Godunov (de Modest Mussorgsky), Die Meistersinger von Nürnberg (de Richard Wagner), Un ballo in maschera (de Verdi), i Pagliacci (de Leoncavallo).
Radicada a Buenos Aires, va començar a organitzar companyies d'òpera i espectacles per als teatres Òpera, Coliseu i Polietama. El 14 de febrer de 1925 va formar part de la companyia que va interpretar Il trovatore, composta per Verdi, en la inauguració del Teatre Verdi de la Canyada de Gómez, a la província de Santa Fe; en aquella ocasió, Agostinelli va ser protagonista de l'òpera al costat d'Adalberto Giovannoni, obra que va ser dirigida per Antonio Marranti i va comptar amb la participació de músics de l'Associació del Professorat Orquestral de Buenos Aires. Es va retirar del teatre el 1929, dedicant-se a l'ensenyament del cant. Va morir a Buenos Aires el 1954.

## Homenatges
El 2006, el diari La Nación de l'Argentina va llançar una col·lecció de CD titulada Las voces, glorias de la ópera, que incloïa un enregistrament de 1912 d'Agostinelli, representant La traviata de Giuseppe Verdi.